# Starosilci
Starosilci (ukr. Старосільці) – wieś na Ukrainie, w obwodzie żytomierskim, w rejonie żytomierskim, siedziba hromady. W 2001 liczyła 770 mieszkańców, spośród których 745 wskazało jako ojczysty język ukraiński, 15 rosyjski, 8 mołdawski, a 2 białoruski.